# GMOインターネット
GMOインターネット株式会社（ジーエムオーインターネット、英: GMO Internet Inc.）は東京都渋谷区道玄坂の渋谷フクラスに本社を置く、日本の大手総合インターネット企業。GMOインターネットグループの連結子会社にして、東証プライム市場の上場企業。

## 沿革
参照：

### まぐクリック
- 1999年（平成11年）9月8日[1] - 電子メールでの広告配信サービスを目的に、渋谷区桜丘町20番1号に株式会社まぐクリックを設立。
- 1999年（平成11年）12月 -「まぐまぐ!」の広告販売を開始。
- 2000年（平成12年）9月5日[2] - 大証ナスダック・ジャパン市場（後のJASDAQ市場）に株式上場[3]。
- 2000年（平成12年）12月11日 - 大手総合商社の兼松系の兼松コンピューターシステム（現・兼松コミュニケーションズ）等と共同で、メール広告配信サービスのマグフォースを設立[4][5]。
- 2001年4月 - 渋谷区桜丘町26番1号に本店移転。
- 2001年（平成13年）6月1日 - 女性向けメルマガ配信サービスのティアラオンラインを吸収合併[6][7]。
- 2001年（平成13年）9月 - 連結子会社のマグプロモーションの全株式を、GMO系のフリーエムエルドットコムに売却[8]。
- 2001年（平成13年）12月 - マグフォースを買収。
- 2002年（平成14年）1月 - 中堅ネット広告のメディアレップドットコムを吸収合併[9]。
- 2002年（平成14年）7月 - 大阪市淀川区に大阪出張所を開設。
- 2003年（平成15年）4月1日 - エルゴ・ブレインズ（後のスパイア、現・ユナイテッド）と、ダイレクトeメール配信事業で業務提携[10]。
- 2003年（平成15年）4月 - ティアラオンライン事業を、大手メルマガ配信アプリSPのまぐまぐに売却。
- 2004年（平成16年）9月1日 - 連結子会社のマグフォースを吸収合併[11]。
- 2004年（平成16年）11月9日 - 広告代理店のAD2のネット広告事業を譲受け[12]。
- 2004年（平成16年）12月1日 - 広告代理店のパワーフォーメーションを吸収合併[13]。
- 2005年（平成17年）1月 - 渋谷区道玄坂1丁目10-7に本社移転。
- 2005年（平成17年）4月1日 - 連結子会社のイースマイが、ネット広告代理店のデジタル・アドバタイジング・コンソーシアム（現・Hakuhodo DY ONE）系のネクストに合併[14]。GMOグループより独立。
- 2007年（平成19年）6月1日 - 大手総合電機メーカーのシャープより、同社のメルマガ配信ASP「メルモ」を譲受け[15]。
- 2007年（平成19年）7月 - モバイル広告事業の子会社として、GMOモバイルを設立[16]。
- 2007年（平成19年）9月11日 - モバイル広告のmore communicationとの資本業務提携を発表[16]。
- 2008年（平成20年）2月20日 - 大手広告代理店のサイバー・コミュニケーションズ（現・CARTA COMMUNICATIONS）と資本業務提携[17]。

### GMOアドパートナーズ
- 2008年（平成20年）7月1日 - 旧商号のまぐクリックから、GMOアドパートナーズ株式会社（GMO-AP）に変更[広報 3]。
- 2009年（平成21年）4月1日 - GMO系で求人広告サービスのGMOサンプランニングを吸収合併[18]。
- 2009年（平成21年）7月1日 - 親会社の初代GMOインターネット（現・GMOインターネットグループ）が、GMO-APを含む広告事業を再編[広報 4]。

| ① 初代GMOインターネットが初代NIKKOの新規発行株式をすべて取得 ③ 初代NIKKOの広告代理店業務等を、2代目NIKKO（現・GMO NIKKO）として分社化 |  | ② 初代NIKKOが初代GMOインターネットより、GMO-APの保有分全株式を取得 ④ 初代NIKKOはGMOアドホールディングスとして、GMO-APと2代目NIKKOの中間持株会社に移行 |

- 2009年（平成21年）11月6日 - モバイル広告代理店のディーツーコミュニケーションズ（現・D2C）[注釈 1]と業務提携[19]。
- 2010年（平成22年）4月30日 - ネットサービスのウノウより、モバイル広告関連サービスのサノウの全株式を取得[20]。
- 2010年（平成22年）7月1日 - 連結子会社のGMOモバイルがコンサルティング・ファームのゆめみより、同社のメルマガ配信スタンド事業を譲受け[21]。
- 2010年（平成22年）11月 - 親会社のGMOアドHDより、2代目NIKKOの全株式を取得[22]。
- 2011年（平成23年）1月1日 - 連結子会社のサノウを吸収合併[23]。
- 2011年（平成23年）3月 - 渋谷区道玄坂1丁目の渋谷センタープレイスに本社移転。
- 2011年（平成23年）9月5日 - 連結子会社のGMO NIKKOがモバイルコンテンツのサイバードより、同社のモバイル広告代理店業務を譲受け[24][25]。
- 2012年（平成24年）1月10日 - ネット広告配信サービスのサーチテリア（後のGMOサーチテリア）の株式67.0%を取得[26]。
- 2013年（平成25年）1月1日 - 連結子会社のGMO NIKKOがデジタルマーケティングエージェンシーのアイ・エム・ジェイより、同社の広告代理店業務の一部を譲受け[27]。
- 2013年（平成25年）3月5日 - 親会社の初代GMOインターネットより、JWordの全株式を取得[28]。
- 2013年（平成25年）6月4日 - 総合デジタルマーケティングエージェンシーのトライステージと共同で、ネット広告支援サービスのトライズデジタルベースを設立[29]。
- 2013年（平成25年）7月1日 - 連結子会社のシードテクノロジーを吸収合併[30]。
- 2013年（平成25年）7月30日 - ネット広告代理店のイノベーターズ（後のGMOイノベーターズ）の株式90.0%を取得[31]。
- 2013年（平成25年）10月1日 - 中国向けフリーペーパー制作のConcierge Co., Ltd.（後のGMO Concierge Co., Ltd.）を買収[32]。
- 2014年（平成26年）1月 - 株式交換により、GMOソリューションパートナー（GMO-SP）を完全子会社化[33]。
- 2014年（平成26年）4月7日 - トライステージと業務提携、同社との合弁であったトライズデジタルベースを解散[広報 5]。
- 2014年（平成26年）11月1日 - 連結子会社間の合併を実施[34][35]。

| ① GMO NIKKOが、GMOチャイナ・コンシェルジュを吸収合併。 |  | ② GMOモバイルが、GMOサーチテリアを吸収合併。 |

- 2015年（平成27年）1月 - インターネット広告事業を、初代GMOアドマーケティングとして分社化[36]。
- 2015年（平成27年）7月10日 - ネット広告配信サービスのアドクラウドの全株式を取得[37]。
- 2016年（平成28年）1月1日 - 連結子会社のGMOモバイルが、初代GMOアドマーケティングとアドクラウドを吸収合併のうえ、2代目GMOアドマーケティングに商号変更[38][39]。
- 2017年（平成29年）1月1日 - 連結子会社のGMO NIKKOが、GMOイノベーターズを吸収合併[40]。
- 2017年（平成29年）2月 - 連結子会社のGMO-SPが、2代目GMOアドマーケティングの架電事業を吸収[41]。
- 2017年（平成29年）3月 - 連結子会社であったConcierge Co., Ltd.（旧GMO Concierge Co., Ltd.）を売却[注釈 2][広報 6]。
- 2017年（平成29年）7月1日 - 連結子会社のGMO-SPが、GMOインサイトを吸収合併[42]。
- 2017年（平成29年）8月9日 - 動画コンテンツ制作のシフトワンの全株式を取得[43][44]。
- 2018年（平成30年）1月 - 連結子会社のGMO-SPのO2O事業を、GMO TECHに売却[45]。
- 2018年（平成30年）10月1日 - 連結子会社のGMO NIKKOが、シフトワンを吸収合併[46]。
- 2019年（令和元年）12月 - 渋谷区道玄坂1丁目の渋谷フクラスに本社移転。
- 2021年（令和3年）9月 - 連結子会社の2代目GMOアドマーケティングがWebメディアの一部事業を、ゼネラルリンクに売却[47]。
- 2021年（令和3年）12月1日 - 連結子会社のGMO NIKKOがアフィリエイトSPのファンコミュニケーションズより、同社のポイントメディア「colleee」の運営業務を譲受け[48]。
- 2022年（令和4年）1月1日 - 連結子会社のGMO NIKKOが、同社子会社のGMO NIKKOアドキャンプを吸収合併[49]。
- 2024年（令和6年）1月1日 - 連結子会社のGMO NIKKOが、2代目GMOアドマーケティングを吸収合併[50]。

### GMOインターネット
- 2025年（令和7年）1月1日 - 親会社のGMOインターネットグループのインターネット関連事業[注釈 3]を吸収するとともに[51]、子会社のGMOソリューションパートナーを吸収合併[52]。旧商号のGMOアドパートナーズから、2代目GMOインターネット株式会社に変更[53]。
  - 東証プライム市場に移行[54]。親会社のGMOインターネットグループが、2代目GMOインターネットの出資比率を56.99％から、97.47％に引き上げ[広報 7]。
- 2025年（令和7年）3月24日 - 同年3月31日付で、親会社のGMOインターネットグループの海外インターネットインフラ事業の統括業務（海外子会社11社の保有分株式のすべてを含む）を吸収すると発表[広報 8]。

## 関連会社
国内
- GMO NIKKO株式会社（100.00％）- インターネット広告事業
- GMOインサイト株式会社（100.00％）- インターネットメディア事業
- GMOドリームウェーブ株式会社（39.62％）- 特例子会社

グローバル：インターネットインフラ事業統一ブランド「Z.com」の展開
- GMO-Z.COM Lao., Ltd.（51.00％）- ラオス法人
- GMO-Z.com ACE Co., Ltd.（49.00％）- ミャンマー法人
- GMO-Z.com RUNSYSTEM JSC（65.00％）- ベトナム法人
- GMO-Z.com Mongolia LLC（70.00％）- モンゴル法人
- GMO-Z.com Philippines, Inc.（99.90％）- フィリピン法人
- GMO-Z.com Holdings (Thailand) Co., Ltd.（49.00％）- タイ法人